# Na królewskim dworze
Na królewskim dworze: Czasy Władysława IV – powieść historyczna Józefa Ignacego Kraszewskiego wydana po raz pierwszy w 1886 roku, należąca do cyklu Dzieje Polski.

## Opis fabuły
Czasy Władysława IV Wazy. Król pragnie wzmocnienia swojej władzy w państwie. W tym celu organizuje koalicję państw chrześcijańskich, celem wspólnego ataku na Turcję. Król liczy na to, że zwycięska wojna wzmocniłaby jego pozycję w kraju oraz prestiż Rzeczypospolitej na arenie międzynarodowej. Przeciwko planom króla występują magnaci, obawiający się zarówno klęski, która oznaczałaby zniszczenie kraju, jak i zwycięstwa, które wzmocniłoby w Polsce monarchię i osłabiłoby wpływy możnowładców.